# Tiana (Barcelona)
Tiana ist eine katalanische Stadt in der Provinz Barcelona im Nordosten Spaniens. Sie liegt in der Comarca Maresme und gehört zur Metropolregion Àrea Metropolitana de Barcelona.

## Politik

### Bürgermeister
Bürgermeisterin ist Marta Martorell i Camps (ERC).

### Gemeinderat
Sitzverteilung im Gemeinderat nach den Kommunalwahlen vom 26. Mai 2019.
| Partei          | Stimmen- anteil | Sitze |
| --------------- | --------------- | ----- |
| Junts per Tiana | 28 %            | 5     |
| ERC             | 22 %            | 4     |
| PSC             | 16 %            | 2     |
| JxCAT           | 14 %            | 2     |
| Summe           |                 | 13    |

## Söhne und Töchter der Stadt
- Natàlia Barrientos (* 1996), Schauspielerin